# 刑事ニコ/法の死角
『刑事ニコ/法の死角』（けいじにこ・ほうのしかく、Above the Law）は、アンドリュー・デイビスが脚本、製作、監督した1988年のアメリカ合衆国の犯罪アクション映画。
スティーヴン・セガールの初主演作で、のちに合気道を使ったアクションがヒットする。セガールはデビュー作ながらプロデューサーにも名を連ねており、『エイリアン』の脚本家、ロナルド・シャセットも参加している。

## あらすじ
シチリア島パレルモにルーツを持つニコ・トスカーニ元軍曹は、シカゴ警察に所属する刑事。7歳の頃に家庭の事情で日本に渡り、特に感銘を受けた合気道の武者修行に打ち込んでいた青年ニコは、中央情報局（CIA）エージェントのネルソン・フォックスにスカウトされ、ベトナム戦争中に特殊工作員としてヴェトナムに渡ったが、現地で行われる残虐な拷問を見て嫌気をさし、拷問を楽しむ上司のゼーガンを殴り倒した末、CIAを退職する。
心に傷を抱えてアメリカへ帰国したニコは、その後、犯罪都市シカゴで辣腕をもって鳴る刑事になっていた。結婚し、行方不明の従兄妹を探すうちに大きな事件にぶつかることになる。精肉工場での麻薬取引現場に張り込んでいたニコは激しい銃撃戦の末、密売人たちを逮捕する。ところが押収物は麻薬のはずが、プラスチック爆薬のC4であった。しかも、逮捕したはずの密売人の主要人物2人が、証人保護プログラム適用者だと主張するFBIによって釈放されてしまう。憤慨したニコは相棒の女刑事ジャクソンらと共に引き続きこの捜査にあたるのだった。

## 登場人物
ニコ・トスカーニ
演 - スティーヴン・セガール
シカゴ警察の刑事。元CIA特殊工作員。シシリア生まれ。7歳の頃に家庭の事情で日本に渡り、特に感銘を受けた合気道の武者修行に打ち込んでいた。捕虜にも優しい人柄だが無法者に対する躊躇は一切ない。また戦略上の都合とはいえ、たまたまあった関係のない店に無法者たちを入れて、そこで暴れて店を半壊させるなど非常識な一面もある。一悶着を起こし、退職して刑事になり、風紀課の部長刑事になる。複数の男から銃で撃たれそうになっても上手く隠れて回避し、弾切れを狙い返り討ちにするなど頭も切れる。
デロリス・ジャクソン
演 - パム・グリア
女刑事。ニコの相棒。明るい性格。
サラ・トスカーニ
演 - シャロン・ストーン
ニコの妻。夫婦仲はいいが、仕事柄、危ないことをしている夫にあきれることもある。
カート・ゼーガン
演 - ヘンリー・シルヴァ
ニコのCIA時代の上司。薬物と尋問の専門家。拷問を心から楽しむ残忍な男。
トニー・サルバノ
演 - ダニエル・フェラルド
麻薬密売人。部下に厳しいがゼーガンには頭が上がらない。
ニーリー
演 - ニコラス・クセンコ
FBI特別捜査官。少女と情事を楽しむなど節操がない男。
ネルソン・フォックス
演 - チェルシー・ロス
中央情報局（CIA）エージェント。裏では汚職に手を染めている。
スキーフ
演 - ロニー・バロン
CIAのバーテンダー。
ルーク
演 - ロン・ディーン
ニコの同僚。
ブランカ
演 - ジャック・ウォレス
ニコのおじさん。
ストローザ
演 - ジョゼフ・F・コサラ
警部補。
ハリソン
演 - ジョー・D・ローク
上院議員。
ハロラン
演 - グレゴリー・アラン・ウィリアムズ
FBI捜査官。
クローダー
演 - サルマス・ラスララ
副本部長。
オハラ
演 - マイク・ジェームズ
巡査。
ローザ
演 - メッタ・デイヴィス
ニコの母。息子との仲は良く、常に彼の身を案じている。
ジェナーロ
演 - ジョー・グレコ
神父。ニコとは昔からの顔なじみ。教会の爆発テロに巻き込まれて死亡する。
トマシーノ
演 - ヘンリー・ゴディネズ
神父。福祉もしている。
シスター・マリー
演 - インディア・クーパー
教会のシスター。
ワタナベ・エツコ
演 - シェリル・ハマダ
カフェの店員。ニコの知り合いで裏ではハッキングをしている。
カルロス・アバンダーノ
演 - ラファエル・ゴンザレス
弁護士。汚職に手を染めている。
ヘンダーソン
演 - ジーン・バージ
刑事。
ルチア
ニコの従姉妹。

## キャスト
| 役名                          | 俳優                             | 日本語吹替                                    | 日本語吹替                          | 日本語吹替                    |
| 役名                          | 俳優                             | ソフト版                                      | TBS版                               | テレビ朝日版                  |
| ----------------------------- | -------------------------------- | --------------------------------------------- | ----------------------------------- | ----------------------------- |
| ニコ・トスカーニ              | スティーヴン・セガール           | 屋良有作                                      | 谷口節                              | 大塚明夫                      |
| デロリス・ジャクソン          | パム・グリア                     | 一城みゆ希                                    | 横尾まり                            | 藤田淑子                      |
| サラ・トスカーニ              | シャロン・ストーン               | 高島雅羅                                      | 弘中くみ子                          | 土井美加                      |
| カート・ゼーガン              | ヘンリー・シルヴァ               | 青野武                                        | 麦人                                | 阪脩                          |
| トニー・サルバノ              | ダニエル・フェラルド             | 朝戸鉄也                                      | 石丸博也                            | 納谷六朗                      |
| ニーリーFBI特別捜査官         | ニコラス・クセンコ               | 若本規夫                                      | 大塚芳忠                            | 神谷和夫                      |
| ネルソン・フォックス          | チェルシー・ロス                 | 大滝進矢                                      | 池田勝                              | 田中信夫                      |
| スキーフ（CIAのバーテンダー） | ロニー・バロン                   | 笹岡繁蔵                                      | 西村知道                            | 麦人                          |
| ルーク（ニコの同僚）          | ロン・ディーン                   | 稲葉実                                        | 中庸助                              | 青森伸                        |
| チチ・ラモーネ・テスタメンテ  | ミゲル・ニーノ                   | 池田史比古                                    | 秋元羊介                            | 沢木郁也                      |
| ブランカ（ニコのおじさん）    | ジャック・ウォレス               | 西村知道                                      | 仁内建之                            | 中庸助                        |
| ストローザ警部補              | ジョゼフ・F・コサラ              | 石井敏郎                                      | 藤城裕士                            | 福田信昭                      |
| ハリソン上院議員              | ジョー・D・ローク                | 石井敏郎                                      | 小島敏彦                            | 大木民夫                      |
| ハロランFBI捜査官             | グレゴリー・アラン・ウィリアムズ | 荒川太郎                                      | 稲葉実                              | 水野龍司                      |
| クローダー副本部長            | サルマス・ラスララ               | 西村知道                                      | 伊井篤史                            | 島香裕                        |
| オハラ巡査                    | マイク・ジェームズ               | 幹本雄之                                      | 西村知道                            | 秋元羊介                      |
| ゼーガンの側近                | ダニー・ゴールドリング           | 西村知道                                      | 秋元羊介                            | 沢木郁也 田原アルノ           |
| ローザ（ニコの母）            | メッタ・デイヴィス               | さとうあい                                    | 竹口安芸子                          | 巴菁子                        |
| ジェナーロ神父                | ジョー・グレコ                   | 吉水慶                                        | 大山高男                            | 村松康雄                      |
| トマシーノ神父                | ヘンリー・ゴディネズ             | 小野健一                                      | 小野健一                            | 坂東尚樹                      |
| シスター・マリー              | インディア・クーパー             | 磯辺万沙子                                    | 叶木翔子                            | 引田有美                      |
| ワタナベ・エツコ              | シェリル・ハマダ                 | さとうあい                                    | 弘中くみ子                          | 佐々木優子                    |
| ルーシー                      | ミシェル・ホード                 | 佐々木優子                                    | 深実りか                            | 松本梨香                      |
| ヒモのアレックス              | クリストファー・ペディット       | 子安武人                                      | 森一                                | 宮本充                        |
| カルロス・アバンダーノ弁護士  | ラファエル・ゴンザレス           | 大滝進矢                                      | 辻親八                              | 大木民夫                      |
| バーの男                      | マイケル・ルーカー               | 稲葉実                                        | 辻親八                              | 水野龍司                      |
| ヘンダーソン刑事              | ジーン・バージ                   | ?                                             | 島香裕                              | 秋元羊介                      |
| CIAの尋問者                   | リー・ドゥブロー                 | 幹本雄之                                      | 島香裕                              | 大木民夫                      |
| インド人店主                  | アル・ラショ                     | 大滝進矢                                      | 広瀬正志                            | 茶風林                        |
| 日本語版制作スタッフ          |                                  |                                               |                                     |                               |
| 演出                          |                                  | 田島荘三                                      | 伊達康将                            | 佐藤敏夫                      |
| 翻訳                          | 岡枝慎二（字幕翻訳）             | トランスグローバル                            | 小川裕子                            | 平田勝茂                      |
| 調整                          |                                  |                                               |                                     | 荒井孝                        |
| 効果                          |                                  |                                               | リレーション                        | リレーション                  |
| 録音                          |                                  | トランスグローバルスタジオ 東京テレビセンター |                                     |                               |
| プロデューサー                |                                  | 小川政弘                                      |                                     |                               |
| 制作                          |                                  | WHB トランスグローバル                        | 東北新社                            | 東北新社                      |
| 初回放送                      |                                  |                                               | 1990年11月14日 『水曜ロードショー』 | 1993年8月1日 『日曜洋画劇場』 |